# 5-metilnonano
El 5-metilnonano es un alcano de cadena ramificada con fórmula molecular C10H22.